# Philipp Furtwängler
Philipp Furtwängler (Elze, 21 de abril de 1869 — Viena, 19 de maio de 1940) foi um matemático alemão.
Doutorado em 1896 na Universidade de Göttingen, orientado por Felix Klein com a tese Zur Theorie der in Linearfaktoren zerlegbaren ganzzahlingen ternären kubischen Formen. Dedicou a maior parte de sua carreira na Universidade de Viena, de 1912 a 1938, onde foi professor de, dentre outros, Kurt Gödel. Vitimado por paralisia, lecionou em uma cadeira de rodas. Foi orientador de, dentre outros, Henry Mann, Otto Schreier e Olga Taussky-Todd.
- Referências

1. ↑  Philipp Furtwängler (em inglês) no Mathematics Genealogy Project